# Pela (Monta)
Pela is een bestuurslaag in het regentschap Bima van de provincie West-Nusa Tenggara, Indonesië. Pela telt 1696 inwoners (volkstelling 2010).